# Coppelion
Coppelion (コッペリオン, Kopperion) é uma série de manga seinen escrita e ilustrada por Tomonori Inoue. A história segue três meninas do ensino médio que foram geneticamente alteradas para se tornarem imunes à radioatividade e enviadas para Tóquio após a cidade ter sido contaminada por um acidente nuclear. De adaptação por GoHands, começou a ser exibido a 2 de outubro de 2013 no Japão, com exibição simulcast no mesmo dia na Ásia, tendo também sido adquirida pela Viz Media, para a transmissão simulcast no seu serviço online Viz Anime.

## Sinopse
Em 2016, uma catástrofe ocorre numa usina nuclear, em Tóquio, forçando governo a evacuar a cidade. Tóquio torna-se uma cidade fantasma, devido aos elevados níveis de radiação. A história desenrola-se em 2036, 20 anos após um acidente nuclear que contaminou e isolou a cidade de Tokyo. Para socorrer um estranho pedido de socorro é formada uma unidade especial chamada “Coppelion” composta por três garotas criadas geneticamente para resistir à radiação.

## Personagens
Ibara Naruse (成瀬荊, Naruse Ibara)
Voz de: Haruka Tomatsu
A lider da Coppelion Unidade Médica, que possui habilidade atléticas aprimoradas e super-força. Ela é uma estudante do ensino médio. Ibara é sempre determinada a salvar cada um dos sobreviventes, ou qualquer pessoa que ela se depara em Tóquio, ela não desiste nunca, não importa o quê.
Aoi Fukasaku (深作葵, Fukasaku Aoi)
Voz de: Kana Hanazawa
Ela faz parte da equipe Coppelion Unidade Médica. Aoi é uma estudante colegial primeiro ano e costumava ser intimidada pelas irmãs Ozu na escola, levando a seu intenso medo delas.  Ela é uma menina tipo inocente e se tudo correr bem, ela é muito alegre e fica animada com facilidade. Mas ela tende a ficar chorosa muito rápido.
Taeko Nomura (野村タエ子, Nomura Taeko)
Voz de: Satomi Akesaka
Ela faz parte da equipe Coppelion Unidade Médica, que possui sentidos aguçados, especialmente a visão, tanto que ela tem que usar óculos especiais para ajustar sua visão. Ela é uma estudante colegial primeiro ano e faz amizade com um cão selvagem durante a sua missão. Ela carrega uma caixa de primeiros socorros consigo. Taeko é uma menina tímida, corajosa e sempre ajuda as pessoas em necessidade, sempre educada com todos.
Haruto Kurosawa (黒澤遥人, Kurosawa Haruto)
Voz de: Kenichi Suzumura
Um membro da equipe de Limpeza, da unidade Coppelion Combate.  Ele é hábil com o uso de armas de fogo e explosivos e fazer novos. Ele é do terceiro ano do ensino médio e é colega de classe de Ibara. Ele é um clone de Dr. Coppelius. Haruto é inteligente e sério.  Ele também não tem medo de matar, porque ele acha que eles (os Coppelions) estão sendo nada mais do que marionetes. Mostra-se que ele cuida de Ibara e também pode ter sentimentos por ela.
Shion Ozu (小津詩音, Ozu Shion)
Voz de: Maaya Sakamoto
Shion é a irmã gêmea mais nova de Kanon. Ela é um membro da Equipe de Limpeza, que possui ossos fortes e super-força. É uma estudante do terceiro ano do ensino médio. Como sua irmã gêmea, Kanon, Shion também é uma menina selvagem. Ela é selvagem, violenta e sádica. Foi ela que abriu o barril de materiais contaminados. Ela chega a ser mais falante do que Kanon. Shion também tem um lado suave visto quando ela queria se render e ama muito sua irmã. No mangá, Shion corta seu pulso esquerdo/antebraço, todas as manhãs, uma vez como uma indicação de que ela viveu em mais um dia. No anime, apenas suas feridas fechadas são visíveis.
Kanon Ozu (小津歌音, Ozu Kanon)
Voz de: Yui Horie
Kanon é irmã gêmea mais velha de Shion. Ela é um membro da Equipe de Limpeza, que pode gerar eletricidade. É uma estudante do terceiro ano do ensino médio. Kanon é uma garota selvagem, como Shion. Ela e sua irmã gêmea, Shion, abriu o barril de materiais contaminados que fizeram Ibara ficar com raiva e pânico. Diferente de Shion, ela não fala muito. Ela é imprudente, sádica e não gosta de desistir. Kanon ainda diz que ela vai proteger Shion não importa o quê.
Onihei Mishima (三島鬼兵, Mishima Onihei)
Voz de: Rikiya Koyama
The Coppelion's vice-principal.
Mushanokōji (武者小路, Mushanokōji)
Voz de: Chafurin

## Mangá
A série Coppelion iniciou numa revista seinen semanal Weekly Young Magazine em 2008. Até 5 de agosto de 2011, 11 volumes foram publicados por Kodansha.

## Anime
Em setembro de 2010, na 40.ª edição, a Weekly Young Magazine anunciou a adaptação do mangá em anime.

## References
Coppelion (mangá) na enciclopédia do Anime News Network (em inglês)